# Calyptra pseudobicolor
Calyptra pseudobicolor är en fjärilsart som beskrevs av Hans Bänziger 1979. Calyptra pseudobicolor ingår i släktet Calyptra och familjen nattflyn. Inga underarter finns listade i Catalogue of Life.